# Cottonwood (EP)
Cottonwood è il primo EP del rapper statunitense NLE Choppa. È stato rilasciato il 23 dicembre 2019 tramite UnitedMasters e NLE Choppa Entertainment.

## Antefatti
NLE Choppa ha raggiunto la fama nel gennaio 2019, in seguito all'uscita del suo singolo Shotta Flow, che ha raggiunto la trentaseiesima posizione nella Billboard Hot 100.
Ha annunciato l'EP in un'intervista ad ottobre 2019 e ha confermato la sua data di uscita il 13 dicembre. Il titolo è un tributo alla strada in cui NLE è cresciuto a Memphis.
Cottonwood è stato etichettato come trap e drill e presenta le collaborazioni dei rapper statunitensi Blueface e Meek Mill.

## Cortometraggio
L'EP è stato accompagnato da un cortometraggio omonimo, pubblicato sul canale YouTube di NLE Choppa. Il suo annuncio è stato accompagnato dall'uscita del trailer.

## Tracce
1. Untold – 2:34
2. Step – 2:39
3. Side – 2:28
4. Clicc Clacc – 1:54
5. Matric – 2:05
6. N.W.A. – 2:31
7. Chances – 2:12
8. Shotta Flow – 2:57
9. Shotta Flow (Remix) (feat. Blueface)
10. Cruze (feat. Meek Mill)